# Мандрыкин, Андрей Александрович
Андрей Александрович Мандрыкин (1907, Минусинский район, Красноярский край — 27 января 1957) — директор Восточинской МТС, Краснотуранского района Красноярского края. Герой Социалистического Труда (10.04.1948).

## Биография
В 1907 году в семье крестьян родился Андрей Мандрыкин. До 1929 года работал в хозяйстве своих родителей. С 1929 по 1931 годы проходил службу в рядах Красной Армии. После демобилизации вернулся на Родину.
В 1932 году завершил обучение в рабфаке лесотехнического института. Работал счетоводом управления Уамского тракта, начальником погранбазы, экспедитором. С 1937 года товаровед, а затем и заместитель начальника тракта. С 1934 года член ВКП(б).
В 1942 году направлен на работу в сельское хозяйство — начальником политотдела Комаковской МТС. В 1943 году назначен директором Восточинской МТС.
По итогам уборочной кампании 1947 года в обслуживаемых колхозах Восточинской МТС был получен рекордный урожай зерновых 20,58 центнера пшеницы с гектара на площади 611 гектаров.
Указом от 10 апреля 1948 года за получение высоких урожаев пшеницы, льна-долгунца и ржи был удостоен звания Герой Социалистического Труда.
В дальнейшем урожаи продолжали расти, а по итогам работы за 1948 года Андрей Александрович был награждён вторым орденом Ленина.
В 1948 году был назначен 2-м секретарём Минусинского района ВКП(б). А через год по состоянию здоровья вышел на пенсию.
Проживал в городе Минусинске. Скоропостижно умер 27 января 1957 года.

## Награды
Имеет следующие награды, за трудовые успехи:
- Герой Социалистического Труда (10.04.1948);
- Орден Ленина (10.04.1948);
- Орден Ленина (01.06.1949).